# سرافینو بیاجونی
سرافینو بیاجونی (ایتالیایی: Serafino Biagioni; ۱۲ مارس ۱۹۲۰ – ۱۳ فوریهٔ ۱۹۸۳) دوچرخه‌سوار اهل ایتالیا بود.